# بطاقة هدية

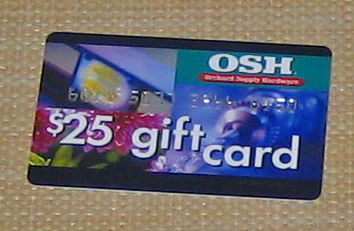
بطاقة هدية أو قسيمه لمتجر أجهزه

تعتبر بطاقة الهدايا أو القسائم في العالم، أو قسيمة الهدايا أو الرمز المميز للهدايا في المملكة المتحدة  عبارة عن بطاقة نقود ذات قيمة مخزنة مدفوعة مسبقًا، يتم إصدارها عادةً من قبل بائع تجزئة أو بنك، لاستخدامها كبديل للنقد مقابل عمليات الشراء داخل متجر معين أو الشركات ذات الصلة.
كما يتم منح بطاقات الهدايا من قبل أصحاب العمل أو المنظمات كمكافآت أو هدايا. قد يتم توزيعها أيضًا من قبل تجار التجزئة والمسوقين كجزء من إستراتيجية الترويج لجذب المتلقي للدخول أو العودة إلى المتجر، وفي بعض الأحيان تسمى هذه البطاقات البطاقات النقدية . يمكن استرداد بطاقات الهدايا عمومًا فقط للمشتريات في مباني البيع بالتجزئة ذات الصلة ولا يمكن صرفها في مكان آخر، وقد تخضع في بعض الحالات إلى تاريخ انتهاء الصلاحية أو الرسوم. تقدم أمريكان إكسبريس وماستركارد وفيزا بطاقات هدايا عامة لا يلزم استبدالها في متاجر معينة، وتستخدم على نطاق واسع لاستراتيجيات تسويق استرداد النقود . ميزة هذه البطاقات هي أنها مجهولة بشكل عام ويتم التخلص منها عند استنفاد القيمة المخزنة على البطاقة.
من وجهة نظر المشتري، تعد بطاقة الإهداء لا حاجة لها، في الولايات المتحدة تحظى بطاقات الهدايا بشعبية كبيرة، حيث احتلت المرتبة الثانية في عام 2006 كهدية منحت من قبل المستهلكين، وهدية مطلوبة من قبل النساء، وثالثة من قبل الرجال. أصبحت بطاقات الهدايا ذات شعبية متزايدة لأنها تخفف المتبرع من اختيار هدية معينة.
في عام 2012، ادعى ما يقرب من 50 ٪ من جميع المستهلكين في الولايات المتحدة أنهم قاموا بشراء بطاقة هدايا كهدية خلال موسم الأعياد.
في كندا، تم إنفاق 1.8 مليار دولار على بطاقات الهدايا، ويقدر في المملكة المتحدة أن يصل إلى 3 مليارات جنيه إسترليني في عام 2009، [ يحتاج إلى تحديث ] بينما تم في الولايات المتحدة دفع حوالي 80 مليار دولار أمريكي لبطاقات الهدايا في عام 2006.
يمكن لمتلقي بطاقة الهدايا استخدامها وفقًا لقيود محدده على سبيل المثال ما يتعلق بفترة الصلاحية والانتهاء وليست جميع الشركات والمتجر تقبل البطاقة نفسها.

## التاريخ
قدم نيمان ماركوس بطاقة الهدايا الأولى باستخدام بنية تحتية للمدفوعات في أواخر عام 1994،  الرغم من أن Blockbuster Entertainment كانت أول شركة تقوم بذلك على نطاق واسع،  بتجاربهم في عام 1995 وإطلاقها في جميع أنحاء البلاد.
في البداية، حلت بطاقة هدايا Blockbuster محل شهادات الهدايا التي تم تزويرها باستخدام آلات النسخ الملونة والطابعات الملونة التي تم تقديمها مؤخرًا. تمت معالجة أولى معاملات بطاقات الهدايا من Blockbuster بواسطة ما كان آنذاك Nabanco of Sunrise ، وكان Florida Nabanco هو مطور أول منصة تابعة لجهة خارجية لمعالجة بطاقات الهدايا باستخدام البنية التحتية الحالية للدفع.
تبعت نيمان ماركوس وبلوك باستر لاحقًا بطاقة غاز موبيل، التي عرضت في البداية قيمة الهاتف المدفوعة مقدمًا المقدمة من MCI . كان كمارت هو التالي بعد تقديم بطاقة كمارت النقدية، والتي قدمت في وقت مبكر الأجيال وقت الهاتف المدفوع مسبقًا مع AT&T . في وقت لاحق أسقطت كمارت وموبيل هذه الميزة، لأنها لم تكن مربحة بالنسبة لهما. كانت بطاقة Kmart Mags Pangilinan النقدية أول بديل للعائدات النقدية عندما لا يحصل المتسوق على إيصال هدية.
هذه الممارسة المتمثلة في إعطاء بطاقة نقدية بدلاً من النقد مقابل الإيصالات غير المستلمة هي أمر شائع اليوم لدى معظم التجار.
من هذه المقدمات المبكرة، بدأ تجار التجزئة الآخرون في تكييف برنامج بطاقات الهدايا ليحلوا محل برامج شهادات الهدايا الخاصة بهم.

## وظائفها وأنواعها

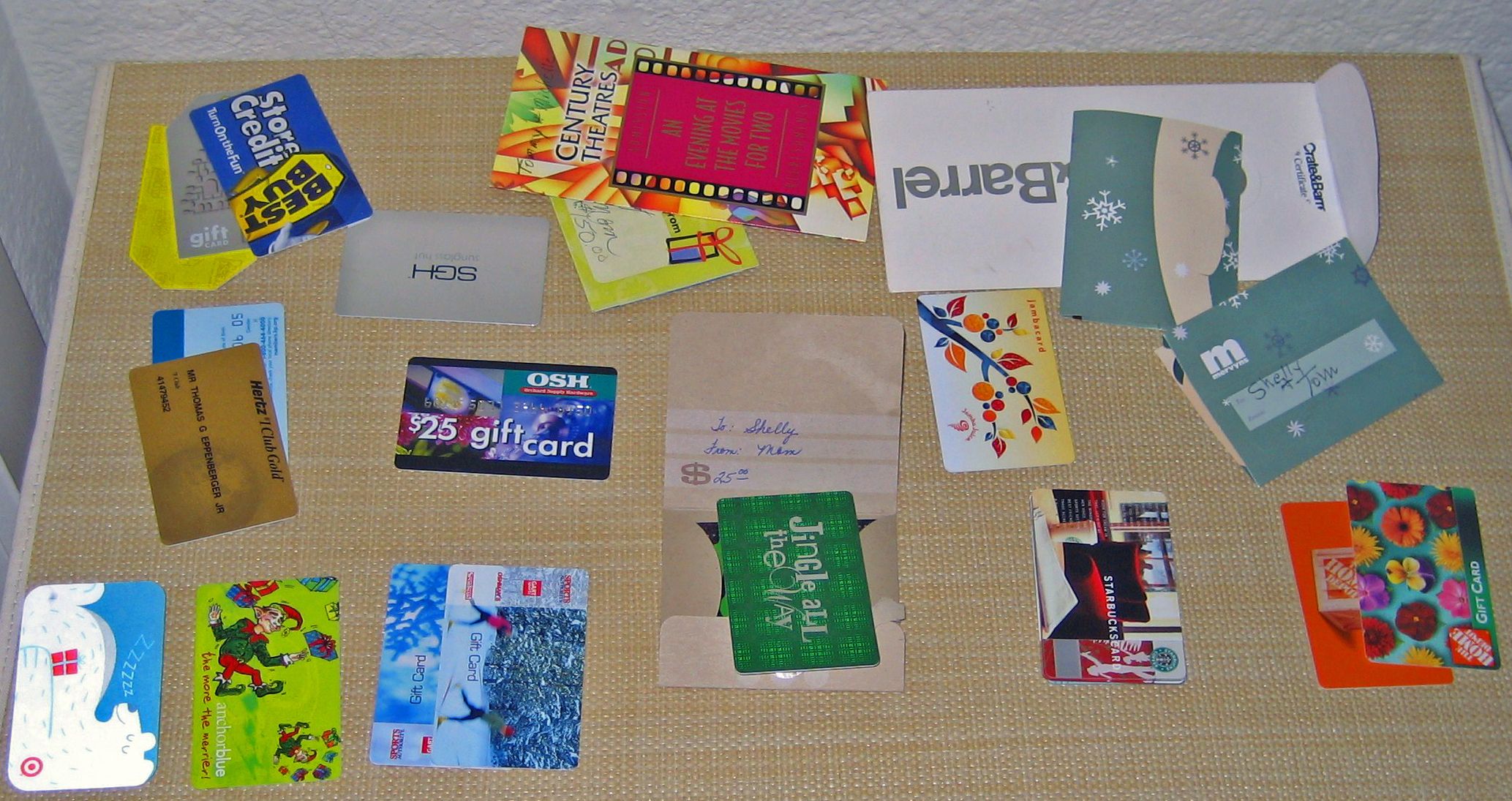
مجموعة متنوعة من بطاقات الهدايا ، العديد من تجار التجزئة مثل Best Buy وTarget وHome Depot.

قد تشبه بطاقة الهدية بطاقة الائتمان أو تعرض سمة معينة على بطاقة بلاستيكية بحجم بطاقة الائتمان. يتم تعريف البطاقة برقم أو رمز معين، وليس عادة باسم فردي، وبالتالي يمكن لأي شخص استخدامها.
يتم دعمها بواسطة نظام إلكتروني عبر الإنترنت للحصول على إذن. يمكن إعادة تحميل بعض بطاقات الهدايا عن طريق الدفع، وبالتالي يمكن استخدامها عدة مرات.
قد تحتوي البطاقات على رمز شريطي أو شريط ممغنط، تتم قراءته بواسطة جهاز بطاقة ائتمان إلكتروني.
العديد من البطاقات ليس لها قيمة حتى يتم بيعها، في الوقت الذي يدخل فيه أمين الصندوق المبلغ الذي يرغب العميل في وضعه على البطاقة. نادراً ما يتم تخزين هذا المبلغ على البطاقة ولكن يتم تدوينه بدلاً من ذلك في قاعدة بيانات المتجر، والذي يرتبط بمعرّف البطاقة. وبالتالي، لا تعد بطاقات الهدايا عمومًا بطاقات ذات قيمة مخزنة كما هو مستخدم في العديد من أنظمة النقل العام أو آلات نسخ المكتبة، حيث يقوم النظام المبسط بدون شبكة بتخزين القيمة فقط على البطاقة نفسها.
لإحباط التزوير، يتم تشفير البيانات غالبًا ما يتم وضع الشريط المغناطيسي بشكل مختلف عن البطاقات الائتمانية، لذلك لا يمكن قراءتها أو كتابتها باستخدام أجهزة قياسية. قد تكون لبطاقات الهدايا الأخرى قيمة محددة ويجب تفعيلها عن طريق الاتصال برقم معين.
يمكن أيضًا تخصيص بطاقات الهدايا خصيصًا لتلبية الاحتياجات المحددة. عن طريق إضافة رسالة مخصصة أو اسم على مقدمة البطاقة، يمكن أن تقدم هدية فردية أو حافزًا للموظف لإظهار مدى تقديره.
تنقسم بطاقات الهدايا إلى بطاقات مفتوحة أو بطاقات شبكة وبطاقات حلقة مغلقة. الأولى تصدر عن البنوك أو شركات بطاقات الائتمان ويمكن استبدالها من قبل مؤسسات مختلفة، والثانية من متجر أو مطعم معين ويمكن استردادها فقط من قبل مزود الإصدار. ومع ذلك، تميل الأخيرة إلى مشاكل أقل مع انخفاض قيمة البطاقة ورسومها. في كلتا الحالتين سوف يشتري المانح بطاقة الهدية وقد يضطر إلى دفع رسوم شراء أو تنشيط إضافية، وسيستخدم مستلم البطاقة قيمة البطاقة في معاملة لاحقة. النموذج الثالث هو بطاقة الحلقة المغلقة المختلطة التي قام مصدرها بتجميع عدد من بطاقات الحلقة المغلقة؛ مثال على ذلك بطاقات هدايا مجانية لمركز تسوق محدد.
بطاقات الهدايا تختلف عن السهم شهادات هدية، في أن هذه الأخيرة تباع عادة وثيقة ورقية مع توقيع المصرح لهم من قبل مطعم ومتجر، أو غيرها من مؤسسة فردية بمثابة قسيمة لخدمة المستقبل؛ لا يوجد إذن الكتروني. قد يكون أو لا يكون لشهادة الهدية تاريخ انتهاء صلاحية ولا توجد رسوم إدارية عليها بشكل عام.
يمكن استخدام بطاقات الهدايا الصادرة من البنك بدلاً من الشيكات كوسيلة لصرف أموال الخصم. يستخدم بعض تجار التجزئة نظام بطاقة الهدايا لاسترداد الأموال بدلاً من النقد، مما يؤكد أن العميل سوف ينفق الأموال في متجرهم.
تسمح بطاقة الهدايا الخيرية لمقدمي الهدايا بتقديم تبرع خيري ومستلم الهدية لاختيار مؤسسة خيرية تتلقى التبرع.

### بطاقات الهدايا المحمولة والظاهرة

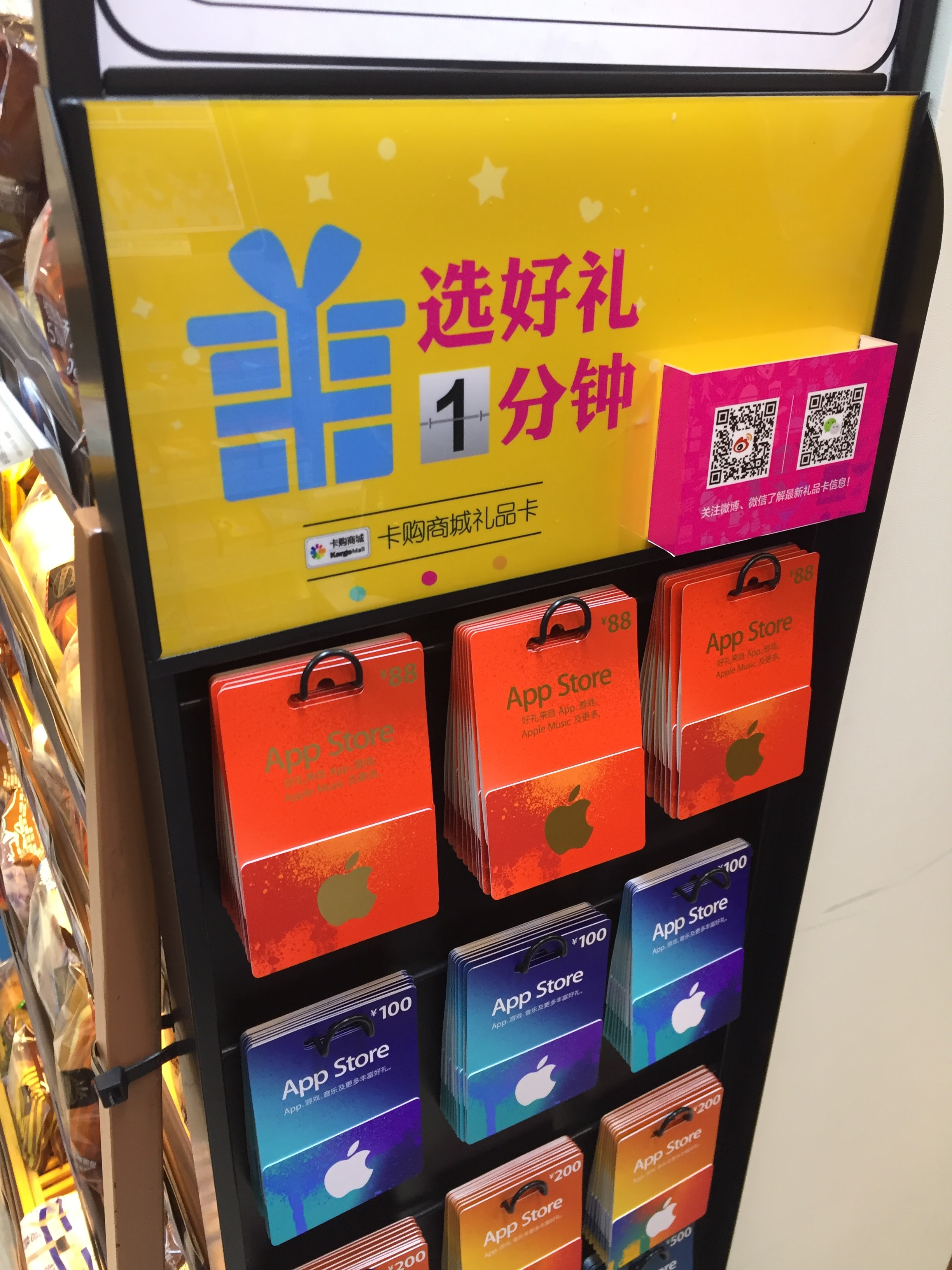
بطاقة هدايام ن متجر التطبيقات الإلكتروني في أحد المتاجر في الأسواق

يتم تسليم بطاقات الهدايا المحمولة للهواتف عبر البريد الإلكتروني أو الرسائل القصيرة، وتتيح تطبيقات الهاتف للمستخدمين عبر هواتفهم المحمولة فقط. وتشمل الفوائد ربطها برقم هاتف معين مع سهولة توزيعها.
يتم تسليم بطاقات الهدايا الافتراضية عبر البريد الإلكتروني إلى المستلم، وتتمثل الفوائد في أنه لا يمكن ضياعها وأنه لا يتعين على المستهلك القيادة إلى موقع المتجر لشراء بطاقة هدايا.
قدمت شركات أخرى بطاقات الهدايا الافتراضية التي يستردها المستخدمون على هواتفهم الذكية. نظرًا لأن التاجر لا يشارك في البيع، فإنه يعتبر تحويلاً نقديًا وليس بطاقة هدايا تقليدية.

## المشكلات
الطريقة الأكثر فاعلية للحفاظ على قيمة الهدية هي منح النقود؛ ومع ذلك هذا مقبول اجتماعيا ضمن حدود معينه.
بطاقات الهدايا لديها بعض المشكلات:
يشعر البعض أن غياب التفكير في اختيار هدية معينة يجعل من بطاقات الهدايا خيارًا سيئا لمستعمل الهدية.
تتطور المنتجات الجديدة في صناعة بطاقات الهدايا لمعالجة بطاقات الهدايا؛ تتيح الخدمات الجديدة التي أطلقها بعض موفري الخدمات تخصيص بطاقات الهدايا وجعلها أكثر خصوصيه لمستخدميها.
تم انتقاد بطاقات الهدايا لقدرة الجهات المصدرة على وضع قواعد تضر بالمشتري أو مستلم البطاقة.
على سبيل المثال: قد تخضع بطاقات الهدايا إلى تاريخ انتهاء للصلاحيه، ورسوم إدارية، وقيود على الاستخدام، وعدم وجود حماية كافية في حالة الاحتيال أو الخسارة.
و بمرور الوقت، قد تجعل الرسوم قيمة بطاقات الهدايا صفرًا ومع ذلك، تمت معالجة هذه المشكلات في السنوات الأخيرة في الولايات المتحدة،
تقوم العديد من الولايات بتحديد أو حظر جميع الرسوم أو تواريخ انتهاء صلاحية من بطاقات الهدايا علاوة على ذلك، نظرًا للتأثير السلبي على المبيعات الذي يمكن أن تحدثه مثل هذه السياسات، فقد اعتمد معظم التجار هذه الشروط ولا توجد سياسة انتهاء صلاحية لبطاقات الهدايا الخاصة بهم.
في عام 2011، كان ما يقرب من 2.5 ٪ من بطاقات الهدايا خاضعة لتاريخ انتهاء الصلاحية و 2.7 ٪ لرسوم بيع ما بعد البيع.
لا يزال ربع مستلمي بطاقات الهدايا لا ينفقون بطاقات الهدايا بعد عام من استلامها، وفقًا لمسح أجرته «تقارير المستهلك»، ويقول غالبية الناس إنهم في النهاية ينفقون أكثر من قيمة البطاقة بمجرد وصولهم إلى المتجر.
في حالة إفلاس الشركات التي تقوم ببيع البطاقات فالقيمة المستحقة على بطاقات الهدايا ديونًا غير مضمونة، وبالتالي قد تصبح بطاقات الهدايا هذه بلا قيمة.
هناك مشكلة أخرى تتعلق ببطاقات الهدايا وهي المخاوف المتزايدة لدى التجار والشركات الأخرى حول ما يمكن فعله لمنع استغلال بطاقات الهدايا من قبل المحتالين.
تتم طرق الإستغلا بـسرقة معلومات بطاقة الهدايا من أصحابها الأصليين من قبل المحتالين أو يمكن شراؤها بمعلومات بطاقة الائتمان المسروقة.
في السنوات الأخيرة، زاد مجرمو الإنترنت من جهودهم للاستفادة من بطاقات الهدايا الاحتيالية، حيث إنهم يسهلون استغلالها من خلال هجمات الروبوت الآلية. يتم ارتكاب أكثر أشكال الاحتيال على بطاقات الهدايا شيوعًا من خلال فعل سرقة معلومات البطاقات للبطاقات التي تم تنشيطها مع وجود رصيد قائم من خلال مهاجمة أنظمة متاجر التجزئة التي تخزن بيانات بطاقات الهدايا.
بمجرد اختراق بطاقات الهدايا، يقوم المحتال بعد ذلك بفحص الرصيد من خلال بوابات العملاء عبر الإنترنت قبل استخدام الأموال أو إعادة البيع في سوق بطاقات الهدايا.

## معدل الاسترداد
لا يتم استبدال جميع بطاقات الهدايا قد تُفقد البطاقة، أو قد تكون هناك فترة انتهاء لانقضاء الوقت ورسومًا أو قواعد معقدة لاستردادها، أو قد لا يكون المستلم مهتمًا بالمتجر الذي يقبل البطاقة أو يكون في ظل افتراض خاطئ مفاده أن عدم استخدامها سيوفر أموالًا للمانح .
تشير التقديرات إلى أنه ربما لم يتم استبدال 10 ٪ من البطاقات، وهو ما يمثل ربحًا لتجار التجزئة بحوالي 8 مليارات دولار في الولايات المتحدة في عام 2006.
في عام 2012، تم شراء أكثر من 100 مليار دولار من بطاقات الهدايا في الولايات المتحدة، حيث لن يتم استرداد أكثر من 20٪ من بطاقات الهدايا أو استخدامها. لقد جمع هذا فرصة كبيره للأسواق، على غرار سوق التذاكر في أوائل عام 2000. أنشأت بعض الشركات نشاطًا تجاريًا في سوق بطاقات الهدايا الثانوية الذي يسمح للمستهلكين ببيع بطاقات الهدايا غير المستخدمة أو شراء بطاقات هدايا مخفضة لماركاتهم المفضلة. وقد ساعد ذلك مستخدميهم على استرداد حصتهم البالغة حوالي 55 مليون دولار يوميًا والتي لا يتم استردادها في الولايات المتحدة كل عام، عن طريق تحويل بطاقات الهدايا غير المستخدمة إلى أموال نقدية. [بحاجة لمصدر]

## قوانين

### كندا
جميع المقاطعات الكندية لديها تشريع صدر لحظر تواريخ انتهاء الصلاحية والرسوم المحصلة على بطاقات الهدايا. ومع ذلك، لا تسري تشريعات بطاقات الهدايا بالمقاطعات على القطاعات التي تنظمها القوانين الفيدرالية. على سبيل المثال، يتم تنظيم بطاقات الهدايا التي تشبه بطاقات الائتمان، مثل بطاقات أمريكان إكسبريس أو ماستر كارد أو فيزا وبطاقات الهاتف من قبل الحكومة الفيدرالية. بموجب اللوائح الفيدرالية لمنتجات الدفع المسبق ، اعتبارًا من 1 مايو 2014، لا يجوز لبطاقات الهدايا الخاضعة للتنظيم الفدرالي فرض رسوم صيانة إلا بموجب شروط معينة، ولا يجوز لها تحديد تاريخ انتهاء صلاحية الأموال على تلك البطاقات.

### الولايات المتحدة الأمريكية
في الماضي، لم تكن المعايير الموحدة المتعلقة ببطاقات الهدايا موجودة. تم تغيير هذا الأمر كإضافة لقانون بطاقة الائتمان لعام 2009 الذي يوجه الحكومة الفيدرالية إلى وضع معايير صديقة للمستهلك تتعلق ببطاقات الهدايا. وعلى الأخص، تمنع اللوائح الجديدة تجار التجزئة من تحديد تواريخ انتهاء الصلاحية إلا إذا كانوا بعد 5 سنوات على الأقل من تاريخ إصدار البطاقة أو التاريخ الذي تم فيه إضافة الأموال إلى البطاقة آخر مرة. بالإضافة إلى ذلك، لم يعد بوسع تجار التجزئة تقييم رسوم السكون أو عدم النشاط أو رسوم الخدمة ما لم تكن البطاقة غير نشطة لمدة 12 شهرًا على الأقل، وإذا تمت إضافة الرسوم بعد تلك الفترة، فيجب الكشف بوضوح عن تفاصيل هذه الرسوم على البطاقة . بالإضافة إلى ذلك، يتعذر على بائعي التجزئة فرض أكثر من رسم شهريًا. دخلت الأحكام الجديدة حيز التنفيذ في 22 أغسطس 2010.
تخضع بطاقات الحلقة المفتوحة لقواعد المراقب المالي للعملة . ومع ذلك، فقد تم انتقاد الرقابة. تخضع بطاقات هدايا الحلقة المغلقة للقواعد التي تحددها لوائح الدولة المختلفة، وتختلف سلطات الإصدار اختلافًا كبيرًا في القواعد التي تضعها للمستهلك. علاوة على ذلك، يمكن للمصدر تغيير القواعد دون إخطار المستهلك.